# Aïcha Lemsine
Aïcha Lemsine es el seudónimo de Aïcha Laïdi (nacida en 1942 en Tébessa), una escritora argelina de lengua francesa.

## Biografía
Autora de novelas y ensayos, también ha escrito para la prensa argelina y medios extranjeros. También ha realizado numerosas conferencias. Especializada en la historia del Islam, el islamismo político y el derecho de las mujeres musulmanas, durante varias décadas fue invitada regularmente a intervenir en seminarios y congresos en todo el mundo. Su esposo, Ali Laïdi, fue embajador argelino en España (1965-1970), Jordania (1977-1984), Gran Bretaña e Irlanda (1984-1988) y México (1988-1991).
Sus libros en francés están traducidos al árabe, inglés, español, portugués, ruso y danés.
Su seudónimo está formado por las letras árabes L (ل, pronunciado lem) y S (س, pronunciado Sin), por lo tanto: Lemsine.

## Novela La Chrysalide
En la novela La Chrysalide, Aïcha Lemsine describe la evolución de la sociedad argelina y las mujeres, a través de la vida de varias generaciones de una familia argelina. Este libro, publicado en francés, fue la primera novela de una mujer argelina, catorce años después de la independencia nacional de Argelia, para exponer la dicotomía entre la realidad de la condición de la mujer en su país y la Constitución que proclamaba un «“socialismo igualitario” donde se garantizan las libertades fundamentales y los derechos del hombre y del ciudadano. Se prohíbe cualquier discriminación basada en los prejuicios de sexo, raza o profesión». (Art. 39).
El libro fue prohibido: el Ministerio de «Asuntos Habos e Islámicos» envió la policía para retirar la novela del stand de «Éditions des Femmes» que participaba en la primera exposición internacional del libro que se celebró en octubre de 1976. La censura oficial se coordinó pronto con sectores de la nomenklatura que calificaron el libro de «una novela rosa y neocolonialista» e incluso «antipatriota». El libro, sin embargo, recibió una buena recepción de críticos literarios, en Francia y otros países de habla francesa de Europa, África y el Magreb, y fue traducido a varios idiomas: inglés, árabe, español, portugués, danés, ruso y alemán.

## Obras
- La Chrysalide, éditions des femmes, 1976; réédition 1998, ISBN 978-2721004628.
- Ciel de porphyre, Jean-Claude SIMOEN, 1978.
- Ordalie des voix, Encre, 1983, ISBN 978-2864181545.
- Au cœur du Hezbollah, Flammarion, 2008.